# Jay County
Jay County is een county in de Amerikaanse staat Indiana.
De county heeft een landoppervlakte van 994 km² en telt 21.806 inwoners (volkstelling 2000). De hoofdplaats is Portland.